# Girls〜Selfish〜
『girls 〜Selfish〜』（ガールズ セルフィッシュ）は、2004年11月25日に発売の日本の歌手・倖田來未初のDVDシングル。発売元はrhythm zone。

## 解説
本作はDVDシングルという珍しいリリース形式となった。そのため通常のCDシングル枚数のカウントには含まれず、14枚目のシングルは『hands』となる。
楽曲内容は、全くテイストの違う3曲を“男女の出会い〜別れ”をコンセプトに1つのストーリーとして繋がっていく映像で、オムニバス映画のような作品に仕上がっている。
このDVDシングルに収録された全楽曲は、4枚目のアルバム『secret』で初CD化され、ビデオクリップも全て同内容が付属DVDに収録された。

## 収録曲
1. Selfish
作詞・作曲・編曲：Miki Watanabe
2007年発売のバラードベスト『BEST 〜BOUNCE & LOVERS〜』の付属DVDにはダンスシーンを中心に再編集されたバージョンが収録されている。
2. SHAKE IT
作詞：Kumi Koda
作曲・編曲：Daisuke'D.I'Imai
クリップは同性愛をテーマにしている。
3. 24
作詞：Kumi Koda、Osamu Shimono
作曲・編曲：Osamu Shimono
旅立った男性のことを思う女性役を演じている。

## タイアップ
- 第20回東日本女子駅伝テーマソング (#1)
- 日本テレビ系『サンクチュアリ/大人の聖域』テーマソング (#3)

## 収録アルバム
- Selfish
  - 『secret』
  - 『BEST 〜first things〜』
  - 『BEST 〜BOUNCE & LOVERS〜』(DANCE BEST DVD)
  - 『BEST 〜2000-2020〜』(ファンクラブ限定盤)
- SHAKE IT
  - 『secret』
  - 『BEST 〜2000-2020〜』(ファンクラブ限定盤)
- 24
  - 『secret』
  - 『BEST 〜2000-2020〜』(ファンクラブ限定盤)

## 収録ライブ映像
- Selfish
  - 『secret 〜FIRST CLASS LIMITED LIVE〜』
  - 『LIVE TOUR 2005 〜first things〜 deluxe edition』
    - 『BEST 〜second session〜』(LIMITED EDITIONのみ付属)

  - 『KODA KUMI LIVE TOUR 2006-2007 〜second session〜』
  - 『KODA KUMI SPECIAL LIVE “Dirty Ballroom” 〜One Night Show〜』(TRICK、メドレー)
  - 『KODA KUMI 10th Anniversary 〜FANTASIA〜 in TOKYO DOME』
  - 『KODA KUMI LIVE TOUR 2013 〜JAPONESQUE〜』(メドレー)
- SHAKE IT
  - 『secret 〜FIRST CLASS LIMITED LIVE〜』
    - 『MY NAME IS...』(ファンクラブ限定盤)

  - 『KODA KUMI LIVE TOUR 2009 〜TRICK〜』(メドレー)
  - 『KODA KUMI 19TH → 20TH ANNIVERSARY EVENT』(Part2)
    - 『KODA KUMI LIVE TOUR 2019 re(LIVE) -Black Cherry- & -JAPONESQUE-』(ファンクラブ限定盤)